# Dendronephthya spinifera
Dendronephthya spinifera är en korallart som beskrevs av Holm 1895. Dendronephthya spinifera ingår i släktet Dendronephthya och familjen Nephtheidae. Inga underarter finns listade i Catalogue of Life.